# Rómulo Rubbo
Rómulo Rubbo, vollständiger Name Rómulo Salvador Rubbo Di Palma, ist ein uruguayischer Politiker der Frente Amplio.
Rómulo Rubbo saß in der 44. Legislaturperiode als stellvertretender Abgeordneter für das Departamento Canelones vom 6. bis zum 20. August 1997 und vom 9. bis zum 16. Juni 1998 in der Cámara de Representantes. Auch für die Wahl zur 46. Legislaturperiode (2005–2010) stand er für das Parteienbündnis Encuentro Progresista – Frente Amplio – Nueva Mayoría und dort für das Sublema Todos por el cambio zur Wahl. Er kandidierte als Erster Stellvertreter für den auf Listenplatz 26 in den Departamentos Cerro Largo und Maldonado geführten Héctor Acosta für einen Sitz in der Cámara de Senadores.